# Denis Charette
Denis Charette (né en 1963) est un artiste professionnel qui salue et honore l’art autochtone et leur mythologie et qui travaille à Cantley (Québec). 

## Biographie
Denis Charette est un artiste autodidacte. Depuis le début de sa carrière, il a remporté de nombreux prix et bourses et ses œuvres ont été acquises par plusieurs collections publiques et privées du Canada, des États-Unis, de France et du Japon.  
De 2001-2006, il participe régulièrement au concours national de sculpture Merveilles de sables de Hull dont il remporte en 2005 le premier prix ainsi que le prix des artistes pour l’œuvre intitulée  C’est beau de loin mais c’est loin d’être beau ! En 2006, l’espace Pierre-Debain lui consacre une exposition solo intitulée Marché sur la terre sacrée, rétrospective de dix-sept années de carrière. L’exposition présentait 31 sculptures rappelant la variété des formes qu’ont pu prendre les thèmes de Charette et ses collaborations mémorables. Le Festival Présence Autochtone l’invite à présenter des œuvres en 2008 et 2009. Il expose ainsi l’œuvre La Rivière métisse (2008) et huit sculptures (2009) sous le thème de la cosmogonie algonquienne à la Bibliothèque Nationale du Québec »,,.
Il est invité régulièrement à réaliser des œuvres d'art public, principalement des sculptures et des mâts totémiques au Québec. De 2011 à 2017, il crée la sculpture Winibiki pinéci : Oiseau tonnerre (2011) et une quinzaine de mâts totémiques représentant les nations amérindiennes du Québec qui sont érigées sur ''Le sentier des Premières Nations'' au Parc Oméga de Montebello,.En 2013, il développe le projet d’érection d’un grand Mât totémique sur la prophécie des sept feux .
Denis Charette enseigne aussi les pratiques de la sculpture sur bois et pierre depuis 2003.

## Médiums et techniques
Il travaille avec une variété de matériaux naturels pour fabriquer ses œuvres éphémères et pérennes, intégrant les différentes essences de bois et des pierres variées à l’ivoire, aux bois de cervidé, au sable ou à la neige. L’’artiste intègre les minéraux aux matériaux organiques, végétaux ou animaux. Ayant collaboré avec le sculpteur haïda Reg Davidson, on remarque tôt dans son œuvre l’influence du formline et de l’iconographie totémique.
En 2009, l’auteur-compositeur-interprète Richard Séguin l’initie à la gravure, lui permettant de travailler autrement ses matériaux de prédilection. Invité dans des concours et des symposiums, il adapte sa technique pour enseigner la fabrication de pendentifs ou pour travailler le sable à grande échelle,.Il réalise aussi plusieurs œuvres d’encre à l’huile sur papier. 

## Principales thématiques
Denis Charette sculpte une grande variété de matériaux naturels pour construire des œuvres rappelant des légendes de la terre ou de clans amérindiens. La sculpture est aussi une activité spirituelle pour l’artiste, il est inspiré par les cosmogonies des Premières Nations et la sagesse millénaire des communautés autochtones. Travaillant la matière brute, Charette construit son œuvre autour des forces de la nature et des dimensions mystérieuses qu’elle comprend.

## Bourses
- 2020 : Récipiendaire d'une bourse de recherche et création du Conseil des arts et des lettres du Québec
- 2007 : Récipiendaire d’une bourse de recherche du Conseil des arts du Canada pour le projet « La médecine du rêve, symbolisme et légende chez la grande famille  Algonquienne »
- 2005 : Récipiendaire d’une bourse du Conseil des arts du Canada pour un échange coopératif avec le sculpteur Haïda, de renommée internationale Reg Davidson. Haida Gwaii, Les îles-de-la-Reine-Charlotte (Colombie-Britannique)

## Prix
- 2005 : 1er prix et prix des artistes Concours national de sculpture de sable, Gatineau (Québec)
- 2005:  1er prix et 2e prix toute catégorie, Outaouais Wood Carver Competition, Ottawa(Ontario)
- 2004 : 4e prix Concours national de sculptures de sable, Gatineau (Québec)
- 2003 : 3e prix Concours national de sculptures de sable, Gatineau (Québec)
- 2002 : 1er prix d’excellence Sculpture de glace au Bal de neige, Ottawa (Ontario)
- 1994 : 3e prix d’excellence des Métiers d’art dans l’Outaouais, Gatineau (Québec)

## Expositions (sélection)
- 2020 : Exposition Solo, L'Esprit qui m'habite, Espace Pierre-Debain, Gatineau (Québec)
- 2018 : Exposition Collective,  Le Bestière, Galerie Montcalm, Gatineau, (Québec)
- 2015 : Exposition Collective, Le rouge et le noir, Galerie Montcalm, Gatineau, (Québec)
- 2013 : Exposition en duo avec Dinorah Catzalco, Axe nord sud Terre d’Amérique, Galerie de l’école de pierre, Portage du Fort, (Québec)
- 2012 : Exposition collective Ailes elle, L. Galerie Montcalm, Gatineau, (Québec)
- 2012 : Exposition de gravures au Petit Café de l’auberge, Saint-André-Avelin, (Québec)
- 2011 : Exposition collective « COSMOGONIE des Premières Nations » Maison des Jésuites de Sillery, (Québec)
- 2011 : Exposition en duo avec Richard Séguin  LA MÉMOIRE DE L’ARBRE,  Musée Patrimonial  Vaudreuil-Soulage, (Québec)
- 2009 : Exposition collective « Renaissance » Conseil de la sculpture du Québec, Gatineau, (Québec)
- 2009 : Exposition collective COSMOGONIE des Premières Nations» Grande Bibliothèque, Montréal, (Québec)
- 2008 : Exposition collective « RELIEF  », Guilde canadienne des métiers d’art, Montréal
- 2007 : Exposition collective ‘’ conteArtrebours ‘’ sous le thème des contes et légendes, Galerie Montcalm, Gatineau (Québec)
- 2006 : Exposition solo intitulée, Marcher sur la Terre sacrée, Espace Pierre-Debain Gatineau (Québec)
- 2005 à 2012 : Démonstration et exposition de la sculpture d’un mât totémique dans le cadre du Festival Présence autochtone, Montréal (Québec)
- 2005 : Échange commercial et culturel entre les peuples autochtones du Canada et de Chine tenu à Taiwan lors du dévoilement de cet échange. Ceci en collaboration avec la galerie d’art Khéwa.
- 2000 : Art Festival – Shalbot Art Center, Burnaby (Colombie-Britannique), représentant de la ville de  Gatineau en tant qu’artiste en art visuel lors d’un échange commercial avec la ville de Burnaby.
- 2000 : Symposium international de sculpture de Gatineau — Maison de la culture, Gatineau (Québec)